# 切添
切添（きりぞえ）とは、江戸時代、本田畑の地続きの周辺の空地を農民たちが切り広げて開墾して耕地にすること。「切開」、「持添」ともいう。百姓個人が開墾する小規模なものから、村主体で行う大規模なものまであった。
新林を植林する場合は、「立出（たてだし）」といって区別した。
開発された切添新田は、鍬下年季のあと年貢地とされ新田検地帳に記載されたが、百姓は隠田にして年貢の賦課を免れようとした。